# Жуковские (польское дворянство)
Жуковские (пол. Żukowski) — польские дворянские роды, приписанные к гербам:
1. Гриф — происходят от Павла Жуковского, отличавшегося в бою Витовта с Едигеем (1399);
2. Юноша — их предок, Рожеслав Станиславович Жуковский, отличился в Венгрии в борьбе с турками;
3. Прус 3-й — восходят к XIV веку;
4. Ястржембец — восходят к XVI веку, Герб Жуковского внесен в Часть 13 Общего гербовника дворянских родов Всероссийской империи, стр. 37 Архивная копия от 25 июня 2011 на Wayback Machine;
5. Жуковский — переселились из Пруссии в Польшу в XVII веке.

Эти роды внесены в VI и I части родословных книг Виленской, Ковенской, Волынской, Киевской, Минской, Могилевской и Калужской губерний.
Помимо перечисленных есть также роды Жуковских, приписанных к гербам Прус 1-й и Слеповрон и восходящие к 1-й половине XVIII века.